# Bolgár Országos Önkormányzat
A Bolgár Országos Önkormányzat  (röviden: BOÖ, bolgárul: Българско републиканско самоуправление, БРС) a Magyarországon élő bolgár kisebbség országos érdekképviseleti szervezete.

## Bolgár Országos Önkormányzat

### Célja
Az önkormányzat célja, hogy segítse a Magyarországon élő bolgár közösség nemzeti identitásának megőrzését, hozzájáruljon az anyanyelv használata és fejlesztése körülményeinek javításához, elősegítse a kulturális autonómia feltételeit a bolgár közösség körében, ismertesse a többségi társadalommal a bolgár kulturális értékeket. Az elmúlt években az Önkormányzat legfontosabb céljaként a bolgár anyanyelvű oktatás megszervezését tűzte ki.

### Tevékenységük
Az önkormányzat pénzügyileg támogatja a Malko Teatro amatőr színtársulatot, valamint a Roszica, Jantra, Martenica és Zornica néptáncegyütteseket, havonta kiadja a Bolgár Hírek című havilapot és évente kétszer a Haemus bolgár-magyar kulturális és társadalmi folyóiratot. Az önkormányzat fenntartója a Bolgár Nyelvoktató Kisebbségi Iskolának, amely 2004. szeptember 1-jén kezdte meg a működését az állami oktatás keretein belül, valamint a 2008. február 1-én megnyitott Bolgár Kétnyelvű Nemzetiségi Óvodának.
A Bolgár Országos Önkormányzat szoros együttműködésre törekszik a Magyarországi Bolgárok Egyesületével, amely a magyarországi bolgárság legjelentősebb civil szervezete. Az önkormányzat a központi állami költségvetésből támogatást nyújt a Bolgár Művelődési és Kulturális Nonprofit Kft.-nek a Magyarországi Bolgárok Egyesülete székházának, a Bolgár Művelődési Ház a fenntartására és alapvető tevékenységére.

### Kiadói tevékenységük
A Bolgár Országos Önkormányzat havonta kiadja a Bolgár Hírek című újságot, amely 2014. vége óta teljesen új arculattal és új koncepcióval jelenik meg. Az önkormányzat már 1275 családhoz juttatja el a lapot, vállalva ennek teljes költségét. Az Önkormányzat félévente megjelenteti a Haemus bolgár-magyar kulturális és társadalmi folyóiratot. Vállalja, illetve támogatja más bolgár, vagy kétnyelvű könyvek kiadását is, valamint kiadója több népzenei CD-nek is.

### Felépítése
Elnök: dr. Muszev Dancso
Elnökhelyettesek: 
- Hadzsikosztova Gabriella
- Karailiev Iván
- Miskolczi Dimitranka Dimitrova
- Belosinov Dragetta

Tagok:
- Andonov Alekszi
- Bajcsev Encsev Péter
- Dr. Irinkov Dimiter Mihály
- Fikó Nacsó
- Kirov Milán
- Kusev Nikola
- Tanev Dimiter
- Tütünkov-Hrisztov Jordán
- Valcsev Ivanov János
- Vladova Ivanova Ivánka

### Bizottságok
- Pénzügyi Bizottság
- Kulturális, Oktatási és Médiabizottság
- Vidéki és Koordinációs Bizottság

## Intézményei
- Bolgár Országos Önkormányzat Hivatala
- Bolgár Kétnyelvű Nemzetiségi Óvoda
- Bolgár Nyelvoktató Nemzetiségi Iskola
- Bolgár Kulturális, Dokumentációs és Információs Központ
- Bolgár Kutatóintézet[3]

## Választási eredmények
2014-től aki valamely nemzetiségi közösséghez tartozik, kérheti, hogy az országgyűlési választáson nemzetiségi választópolgárként szerepeljen a névjegyzékben, és nemzetiségi listákra szavazhasson.
Az országgyűlési választáson a nemzetiségi lista állításához a nemzetiségi önkormányzatoknak is ajánlásokat kell összegyűjteniük. Nemzetiségi lista akkor állítható, ha az ajánlások száma eléri a névjegyzékben nemzetiségiként szereplő választópolgárok számának egy százalékát, de legfeljebb 1500-at.
A mandátumkiosztáskor a nemzetiségi listák szavazatait is figyelembe veszik. Ha egy nemzetiség megszerezte az összes országos listás szavazat kilencvenharmad részének negyedét, egy kedvezményes mandátumhoz jut.
Azok a nemzetiségek, amelyek nem jutottak mandátumhoz, egy nemzetiségi szószólót (a lista első helyezettje) küldhetnek az országgyűlésbe. A szószólót az országgyűlési képviselőkkel azonos jogok illetik meg, leszámítva, hogy nem szavazhat a parlament döntéseikor.

### Országgyűlési választások
| Választás | Szavazatok száma | Kedvezményes kvóta | Mandátumok száma | Mandátumok aránya |
| --------- | ---------------- | ------------------ | ---------------- | ----------------- |
| 2014-es   | 74               | 22 022             | 0 / 199          | 0,00%             |
| 2018-as   | 104              | 23 829             | 0 / 199          | 0,00%             |
| 2022-es   | 157              |                    | 0/199            | 0,00%             |

#### Jelöltek
| BOÖ nemzetiségi lista 2014 | BOÖ nemzetiségi lista 2014 | BOÖ nemzetiségi lista 2014 |
| -------------------------- | -------------------------- | -------------------------- |
| Jelöltek                   | 1.                         | Varga Szimeon              |
| Jelöltek                   | 2.                         | Andonov Alekszi Petrov     |
| Jelöltek                   | 3.                         | Belosinov Dragetta         |
| Jelöltek                   | 4.                         | Muszev Dimitrov Dancso     |
| Jelöltek                   | 5.                         | Tütünkov-Hrisztov Jordán   |

| BOÖ nemzetiségi lista 2018 | BOÖ nemzetiségi lista 2018 | BOÖ nemzetiségi lista 2018 |
| -------------------------- | -------------------------- | -------------------------- |
| Jelöltek                   | 1.                         | Varga Szimeon              |
| Jelöltek                   | 2.                         | Andonov Alekszi Petrov     |
| Jelöltek                   | 3.                         | Belosinov Dragetta         |
| Jelöltek                   | 4.                         | Muszev Dimitrov Dancso     |
| Jelöltek                   | 5.                         | Tütünkov-Hrisztov Jordán   |

| BOÖ nemzetiségi lista 2022 | BOÖ nemzetiségi lista 2022 | BOÖ nemzetiségi lista 2022 |
| -------------------------- | -------------------------- | -------------------------- |
| Jelöltek                   | 1.                         | Varga Szimeon              |
| Jelöltek                   | 2.                         | Muszev Dimitrov Dancso     |
| Jelöltek                   | 3.                         | Andonov Alekszi Petrov     |
| Jelöltek                   | 4.                         | Belosinov Dragetta         |
| Jelöltek                   | 5.                         | Hadzsikosztova Gabriella   |

### Önkormányzati választások
Jelenleg 40 bolgár nemzetiségi önkormányzat működik az országban. Az önkormányzati képviselők 95%-a a Magyarországi Bolgárok Egyesülete jelöljeiként kerültek tisztségükbe. Az országos és a fővárosi önkormányzat mellett 33 helyi bolgár nemzetiségi önkormányzat van:
- Budapest összes kerületében, kivéve a XII. kerületet,
- Pest megyében: Dunaharaszti, Dunakeszi, Halásztelek, Szigetszentmiklós,
- az ország más részein: Debrecen, Felsőzsolca, Miskolc, Pécs, Sopron, Szeged, Kecskemét.